# Medialuna de Los Andes
La Medialuna de Los Andes es un recinto deportivo para la práctica del rodeo. Está ubicado en la ciudad de Los Andes.
En esta medialuna se realizan diversos rodeos a lo largo de todo el año, pero el rodeo principal se realiza en Semana Santa y es un rodeo interprovincial. Este rodeo es muy popular ya que concurren las más hábiles y bien montadas colleras de toda la zona central del país, demostrando su destreza y gallardía en la pintoresca faena del amansamiento y manejo de la cabalgadura, culminando con el tradicional Champion. También concurre mucho público ya que en Semana Santa se realiza la Feria Internacional de Los Andes (FILAN), que es muy popular en la zona.
Esta medialuna también es conocida a lo largo de todo el país ya que fue en el rodeo de Los Andes donde le pegaron un "combo" al Guatón Loyola, personaje de una conocida cueca nacional. 
La medialuna cuenta con casino, estacionamientos y un área de ventas de artesanía. La medialuna de Los Andes se ubica en Avenida Arturo Alesandri sin número, a un costado del recinto FILAN, también llamado Parque Cordillera. La medialuna tiene capacidad para 6.000 personas. 
El recinto fue sede del Campeonato Nacional de Rodeo en 1954 y de los rodeos clasificatorios de la zona centro-norte de 2010, 2011 y 2013.